# Heinrich III. (Hessen)
Heinrich III. „der Reiche“ von Hessen (* 15. Oktober 1440 in Schloss Spangenberg; † 13. Januar 1483 in Marburg) war ab 1458 Landgraf von Oberhessen in Marburg.

## Leben
Heinrich war der zweite Sohn des Landgrafen Ludwig I. von Hessen und dessen Frau Anna von Sachsen. Ludwig I. hatte in seinem Testament festgelegt, dass Heinrich und sein Bruder Ludwig (1438–1471) die Landgrafschaft untereinander gleich teilen sollten, konkretisierte diese Bestimmung jedoch bis zu seinem Tod nicht. Ludwig II. entschied sich zunächst für Niederhessen und überließ Heinrich Marburg und das Land an der Lahn, wo dieser als Heinrich III. regierte. Seinen Beinamen „der Reiche“ erhielt er aufgrund seiner Heirat mit Anna von Katzenelnbogen und den damit verbundenen territorialen Zugewinnen, die auch mit erheblichem finanziellen Gewinn, unter anderem den lukrativen Einnahmen aus Rheinzöllen, einhergingen.
Der Streit um die genaue Aufteilung der Landgrafschaft zwischen den beiden Brüdern zog sich mehr als zehn Jahre hin. Mehrere Teilungsgutachten und Schiedssprüche zeigten keine Wirkung. Nach ersten Übergriffen eskalierte der Konflikt schließlich 1468/69 in einer offenen Fehde, dem sogenannten Hessischen Bruderkrieg. Ein durch den dritten Bruder, Hermann, den späteren Erzbischof von Köln, vermittelter Frieden leitete erneute Teilungsverhandlungen ein. Das Ergebnis war eine weitere Einigung auf einem Landtag der hessischen Landstände in Spieskappel, an der traditionellen Grenze zwischen Nieder- und Oberhessen, im Jahr 1470. Wieder blieben einige Punkte ungeklärt. Eine weitere Diskussion erübrigte sich jedoch, da Ludwig II. schon 1471 starb. Heinrich III. übernahm die Vormundschaft für die beiden Söhne Ludwigs II. und regierte bis zu seinem Tod 1483 über Nieder- und Oberhessen.
Die Marburger Linie erlosch mit dem Sohn Heinrichs, Wilhelm III., im Jahre 1500, und ihre Besitzungen fielen durch Erbe an die Kasseler Linie.

## Familie
Mit seiner Gemahlin Anna von Katzenelnbogen, die er 1458 heiratete, hatte Heinrich vier Söhne:
- Friedrich (starb als Kind)
- Ludwig (III.) (* November 1461; † 2. Juli 1478)
- Wilhelm III. (* 8. September 1471, † 17. Februar 1500), Nachfolger des Vaters in Oberhessen
- Heinrich (* Juli 1474, starb jung)

und zwei Töchter:
- Elisabeth (1466–1523), ⚭ 1482 Graf Johann V. von Nassau-Dillenburg (1455–1516)
- Mechthild (1473–1505), ⚭ 1489 Herzog Johann II. von Cleve (1458–1521).

Mit Christine (Steyna), der Frau des Malers Johannes Dietz († 1480) in Marburg, hatte Heinrich eine „uneliche tuchter“ Contzel (* vor 1471; † vor 1508), ⚭ vor 1489 mit Ludwig Orth (um 1460–1523), die eine Vorfahrin von Johann Wolfgang von Goethe (1749–1832) war.